# Stereocilier
Stereocilier, även sinneshår, är en typ av ytstruktur som går att återfinna på ytepitel i bland annat epididymis (bitestikel), ductus deferens (sädesledare) och i innerörat, där de bidrar till signaltransduktion. Stereocilier är långa, smala, orörliga fingerliknande utskott uppbyggda av aktinfilament.